# ABC kni'zicza
ABC kni'zicza (Abecedna knjižica) je rimskokatoliški abecednik v prekmurščini. Polni naslov je ABC kni'zicza na naroudni soul haszek (madžarsko ABC könyvetske a nemzeti iskoláknak hasznokra). Avtor abecednika je Mikloš Küzmič, dekan Slovenske okrogline.
János Szily, sombotelski škof, je reorganiziral katoliške šole v Slovenski okroglini, prav tako pa so zidali tudi nove. Szily je omogočil pouk učiteljev. Zaposlili so hrvaške učitelje s Hrvaškega in Gradiščanskega. Küzmič je bil šolski nadzornik v Slovenski okroglini, zato je bila njegova dolžnost pisati učbenike.
Leta 1790 so jo stiskali v Budimu (prekmursko Büdin) v 2000 izvodih. V tistem letu je bila še ena izdaja; tedanja knjiga je nosila naslov ABC kni'sizca na národni soul haszek (v naslovu kni'sizca je očitno prišlo do tiskarske napake).
ABC kni'zicza je dvojezični učbenik, ker ima tudi madžarski del. Vsebuje slovarček, zato je obenem prvi madžarsko-prekmurski in tudi madžarsko-slovenski slovar. V tem času še niso hoteli madžarizirati Slovence, ampak naučiti osnovno jezikovno znanje madžarščine.
Njen vir je bil prav tako dvojezični. Küzmič je iz nemščine v prekmurščino prevedel učbenik ABC oder Namenbüchlein zum gebrauch der Nazionalschulen in dem Königreiche Hungarn – ABC könyvetske a nemzeti oskoláknak hasznokra.
ABC kni'zicza ni prvi učbenik v prekmurskem jeziku. Že leta 1725 je neznan avtor napisal Abeczedarium Szlowenszko. Tudi Štefan Küzmič je urejal abecednik, kasneje pa je Mihael Bakoš izdal Szlovenszki Abecedár (1786). ABC kni'zicza je bila obvezni učbenik v slovenskih šolah na Ogrskem do leta 1868. Posledično je Mikloševa knjižica širila enotni prekmurski knjižni jezik med Slovenci na Ogrskem.